# 费莉塞特
费莉塞特（法語：Félicette，法語發音：[fe.liː.sɛt]）是第一只上太空的猫咪。她在1963年10月18日参与了法国空间计划的一部分被发射上太空。
费莉塞特是该计划中14只接受太空飞行训练的母猫之一。
这些猫的头骨上被植入了电极以在整个飞行过程中监测神经活动。
在飞行过程中，费莉塞特的脑子和一条腿被电脉冲刺激以测试反应。
火箭点火后13分钟，太空舱返回并被回收。
这次任务的大部分数据质量很好，费莉塞特在飞行中存活，是唯一一只在太空飞行并成功活着返航的猫。
10月24日又发射了第二只猫（是费莉塞特一起训练的14只之一），但任务中她发生意外死亡。
费莉塞特在飞行前的代号为C 341，飞行后媒体给她取名Félix，以猫咪的学名Félix的命名。
航天医学教育与研究中心（CERMA）将其修改为女性化的费莉塞特，并宣布为官方名称。
世界各地的邮票上都有对她的纪念，国际空间大学还展出了一座有她肖像的雕像。
法国的太空计划火箭的载体实验体前有老鼠，后有猴子。

## 背景
1957年11月3日，苏联发射"斯普尼克2号"将一只在莫斯科街头抓来的流浪狗"莱卡"送入太空，莱卡在任务中因为隔热材料失效而被高温致死。
1959年1月1日，巴西陆军上校曼努埃尔-多斯桑托斯-拉吉计划在"费利克斯一号"火箭上将一只名为弗拉明戈的公猫发往112公里高空，但最后这个计划疑似受到动保人士的强烈抵制最终搁浅了，而那只猫则变成了项目负责人女儿的宠物。弗拉明戈被上校的女儿收养后度过了平凡的一生。
1961年1月31日，作为美国NASA"水星计划"的一部分，黑猩猩"漢姆（Ham）"成为第一个被发射到太空进行亚轨道飞行的灵长目。
1961年11月29日，埃諾斯（Enos）成为第二只被发射到太空的黑猩猩，也是继宇航员尤里-加加林和盖尔曼-季托夫之后第三个进入地球轨道的灵长目。
法国的火箭计划始于1961年。
1959年恢复了"Véronique"火箭的飞行，由空间研究委员会负责。
1961年2月22日，法国在撒哈拉的基地发射了一只名叫Hector的老鼠，使法国成为第三个将动物送入太空的国家。
Hector的头骨上植入了电极，以便监测神经活动。
随后，10月15日和18日，又有两枚火箭搭载了老鼠。
法国科学家希望使用较大的哺乳动物，并选择了猫，因为他们已经掌握了大量关于猫的神经学数据。

## 生平

### 流浪和受训
费莉塞特原本是巴黎街头的一只普通流浪猫，1963年她被猫贩子抓走，并与其他13只猫一起卖给了法国航空医学教育中心。
这14只猫都是精挑细选过的，都是母猫，一是因为母猫个头小、体重轻，二是因为母猫性情温顺。
到了航空中心后，费莉塞特获得了一个编号：C341。C 341的体重为2.5公斤（5.5磅）。
这14只小猫经过连续2个月的密集训练，适应被固定在笼子里一动不动地吃饭、屎尿、睡觉的生活，并被绑在高速旋转或加速的机器上经受高G值训练。
最终法国实验人员选出了6只身体素质最好、配合度最高、情绪最稳定的猫组成世界上第一支猫咪航天队。
随后，这6只种子猫都被安排了手术，将一个电极连接到左前和右后腿上，用以监测心脏活动。
并在其颅骨上植入了九个电极：前窦两个，体细胞区一个，腹侧海马区两个，网状区两个，皮层相关联两个。
最后将两个电极粘在前腿上，用以在飞行过程中使用电脉冲刺激猫的反应。这套装置所记录的数据，才是这些猫咪宇航员飞天的真正意义。

### 发射计划
法国空间计划人员于1963年10月8日开始在发射场进行准备。10月11日，将航向信标放在直升机上，用地面站进行跟踪，对其进行了测试。
12日，鼻锥中的遥测未成功，第二天又进行了成功测试。
14日和15日，在测试航向信标时出现了一些问题，但10月16日，所有电子装置的功能都达到了令人满意的水平。
10月17日，实验人员选出6只入选的猫，一只代号为C341的燕尾服猫被选为首发，同时还有一只备用。
实验使用的运载火箭是上诺曼底省弗农制造的Véronique AGI 47探空火箭。
Véronique火箭来自德国二战时期的Aggregate火箭系列，于1957年为国际地球物理年（法语：Année géophysique internationale）开发，用于生物研究。
1963年10月18日上午8时09分，C341乘坐火箭从阿尔及利亚的联合特种设备测试中心（Centre interarmées d'essais d'engins spéciaux）发射进入太空。
在正式进入火箭前，科学家安装了两个麦克风，一个放在费莉塞特的胸部，另一个放在的鼻锥上，监视着她的呼吸。然后，她就被发射上了天。
这次飞行是一次亚轨道飞行，持续了13分钟。
火箭发动机在上升时燃烧了42秒，C341经历了9.5G的加速度。
鼻锥在到达152公里（94英里）的高度时与火箭分离，费莉塞特受到了5分钟的失重。
降落伞展开之前的8分钟，鼻锥上的旋转和振动造成了7G的加速度。
火箭点火13分钟后，一架直升机抵达着陆点。
C341被安全回收，这次任务使它成为第一只到达太空的猫。
费莉塞特被“解救”出来时，她第一反应就是冲着人类喵喵大叫。
费莉塞特脑部的装置记录下了她的上天体验：在火箭上升阶段她保持高度紧张，但在微重力阶段她的心率放缓，呼吸变得平稳，颠簸的折返的过程让她心律加快。
飞行的生物数据被交给了媒体，媒体根据猫咪菲利克斯系列动画片的名字将C341命名为 "菲利克斯"。
CERMA将其改成了女性化的费莉塞特，并采用了这个名字作为官方名称。

### 任务结束及后续
费莉塞特在经历这次飞行之后她的身体开始变差，2-3个月后她被施行安乐死，脑部用于科学研究。
10月24日，法国向太空发射了第二只猫。
由于将火箭从发射台释放出来的一个爆炸螺栓未能发挥作用，导致火箭以一个极端的角度发射。
发射台上的无线电应答器停止工作，给寻找火箭造成困难。
一架直升机发现了降落伞，但无法降落，于是该机构派出了地面车辆，但是遭遇了无法通过的铁丝网。
第二天，发射中心又派出一架直升机，得以在现场降落。装载猫咪座舱的鼻锥严重受损，猫咪已经死亡。
其余12只接受训练的猫咪中，有11只猫咪的命运是知道的。
有一只猫在做完电极手术后，健康状况越来越差，所以科学家们把它们切除了。
该组织将她作为吉祥物，并给它取名"Scoubidou"，因为它的脖子上有一条Scoubidou辫子，这在当时是一种流行的风格。
其他9只猫在项目结束时退役。另外一只记录散失。
法国继续其外太空生物载荷试验，但改用猴子。1967年3月7日发射了一只名为Martine的猴子，6天后发射了Pierrette。
两只猴子都被成功回收。
法国通过这些飞行结束了国家一级的生物有效载荷研究，但后来在1970年代与苏联进行了联合生物有效载荷的研究。

## 纪念
费莉塞特的飞行远不如莱卡等动物知名，部分原因是动物保护人士的反对和其头骨上装着电极的照片给人以不人道的印象。
相比其他动物比如黑猩猩哈姆被安葬在美国新墨西哥州的国际太空名人堂，苏联狗拉卡在俄罗斯星城附近的尤里-加加林宇航员训练中心有一座铜像纪念碑，费莉塞特在任务完成50多年后却仍然没有纪念碑。2017年，马修-塞尔吉-盖伊发起了一场众筹活动，为菲利凯特竖立一座铜像，以纪念她对科学的贡献。
雕像由雕塑家吉尔-帕克设计。2018年4月，该项目实现了4万英镑的筹资目标。
2019年4月，盖伊宣布该雕像将位于法国东部的国际空间大学。
2019年12月18日，作为该大学空间研究硕士项目25周年庆祝活动的一部分，该雕像揭幕。
它高1.5米(5英尺)，描绘了菲利凯特"站在地球之上，向着她曾经旅行过的天空凝视"。
前法国殖民地制作了纪念费莉塞特飞行的邮票。科摩罗群岛于1992年发行了一枚邮票，作为以参与航天飞行的动物为题材的系列邮票之一；该邮票错误地使用了Félix这个名字。1997年，乍得发行了纪念费莉塞特和其他航天动物的邮票，同样使用了Félix这个名字。1999年尼日尔发行的邮票也使用了错误的名称。
图卢兹第三大学的UPS学生天文学俱乐部将以费莉塞特的名字命名其未来的天文台。这将是法国第一个完全由学生管理的天文台，将于2021年开放。500毫米Dall-Kirkham望远镜（焦距3500毫米）将安装在一个直径为3.90米的电动圆顶内。